# Pterospermum truncatolocatum
Pterospermum truncatolocatum är en malvaväxtart som beskrevs av François Gagnepain. Pterospermum truncatolocatum ingår i släktet Pterospermum och familjen malvaväxter. Inga underarter finns listade i Catalogue of Life.